# Irina Khromacheva
Irina Pavlovna Khromacheva (en russe : Ирина Павловна Хромачёва), née le 12 mai 1995 à Moscou, est une joueuse de tennis russe, professionnelle depuis 2013.
Au total, elle a remporté seize tournois ITF en simple, dont cinq sur la seule année 2016, et 23 en double.

## Carrière
Irina Khromacheva a commencé le tennis à l'âge de quatre ans en Belgique. Elle a connu une brillante carrière junior ponctuée de 28 titres acquis entre 2008 et 2013. Elle obtient ses principaux résultats en 2011 avec un titre à Roland-Garros en double aux côtés de Maryna Zanevska, une finale à Wimbledon et un second titre en double à l'US Open, avec Demi Schuurs.
Elle débute sur le circuit ITF par deux titres en mars 2011 à Ribeirão Preto, puis à Casarano en mai. Vainqueur du tournoi de Périgueux en 2012 puis de Padoue en 2013, elle fait parler d'elle au début du mois de novembre. En effet, alors classée 236e mondiale et 18e joueuse russe, elle dispute la finale de la Fed Cup mais perd son match contre Sara Errani.
Après deux saisons sans envergure, elle réalise ses meilleures performances en 2016 avec cinq titres (Moscou, Puebla, Saint-Gaudens, Budapest et Pune) et deux quarts de finale WTA à Gstaad et Tachkent, marquant ainsi son entrée dans le top 100.
Elle remporte son premier titre en catégorie WTA 125 lors du tournoi d'Anning le 5 mai 2018, puis échoue dans la même catégorie en finale du L&T Mumbai Open de Bombay le 4 novembre 2018, battue en trois sets par la Thaïlandaise Luksika Kumkhum.

## Palmarès

### Titres en double dames
| No | Date       | Nom et lieu du tournoi                         | Catégorie | Dotation    | Surface      | Partenaire        | Finalistes                            | Score            |          |
| -- | ---------- | ---------------------------------------------- | --------- | ----------- | ------------ | ----------------- | ------------------------------------- | ---------------- | -------- |
| 1  | 09-04-2018 | Open Colsanitas Bogota                         | Intern'l  | 250 000 $   | Terre (ext.) | Dalila Jakupović  | Mariana Duque Mariño Nadia Podoroska  | 6-3, 6-4         | Parcours |
| 2  | 03-04-2023 | Copa Colsanitas presentado por Zurich Bogota   | WTA 250   | 259 303 $   | Terre (ext.) | Iryna Shymanovich | Oksana Kalashnikova Katarzyna Piter   | 6-1, 3-6, [10-6] | Parcours |
| 3  | 15-04-2024 | Open de Rouen Capfinances Rouen                | WTA 250   | 267 082 $   | Terre (int.) | Tímea Babos       | Naiktha Bains Maia Lumsden            | 6-3, 6-4         | Parcours |
| 4  | 19-05-2024 | Grand Prix SAR La Princesse Lalla Meryem Rabat | WTA 250   | 267 082 $   | Terre (ext.) | Yana Sizikova     | Anna Danilina Xu Yifan                | 6-3, 6-2         | Parcours |
| 5  | 21-07-2024 | BCR Iași Open Iași                             | WTA 250   | 267 082 $   | Terre (ext.) | Anna Danilina     | Alexandra Panova Yana Sizikova        | 6-4, 6-2         | Parcours |
| 6  | 09-09-2024 | Guadalajara Open Akron Guadalajara             | WTA 500   | 922 573 $   | Dur (ext.)   | Anna Danilina     | Oksana Kalashnikova Kamilla Rakhimova | 2-6, 7-5, [10-7] | Parcours |
| 7  | 16-09-2024 | Thailand Open 2 Hua Hin                        | WTA 250   | 267 082 $   | Dur (ext.)   | Anna Danilina     | Eudice Chong Moyuka Uchijima          | 6-4, 7-5         | Parcours |
| 8  | 07-10-2024 | Wuhan Open Wuhan                               | WTA 1000  | 3 221 715 $ | Dur (ext.)   | Anna Danilina     | Asia Muhammad Jessica Pegula          | 6-3, 7-66        | Parcours |
| 9  | 09-06-2025 | Libéma Open Bois-le-Duc                        | WTA 250   | 275 094 $   | Gazon (ext.) | Fanny Stollár     | Nicole Melichar Liudmila Samsonova    | 7-5, 6-3         | Parcours |

### Finales en double dames
| No | Date       | Nom et lieu du tournoi          | Catégorie | Dotation    | Surface      | Vainqueures                          | Partenaire           | Score             |          |
| -- | ---------- | ------------------------------- | --------- | ----------- | ------------ | ------------------------------------ | -------------------- | ----------------- | -------- |
| 1  | 01-04-2019 | Volvo Car Open Charleston       | Premier   | 757 900 $   | Terre (ext.) | Anna-Lena Grönefeld Alicja Rosolska  | Veronika Kudermetova | 7-67, 6-2         | Parcours |
| 2  | 01-04-2024 | Copa Colsanitas Zurich Bogota   | WTA 250   | 267 082 $   | Terre (ext.) | Cristina Bucșa Kamilla Rakhimova     | Anna Bondár          | 7-65, 3-6, [10-8] | Parcours |
| 3  | 15-07-2024 | Hungarian Grand Prix Budapest   | WTA 250   | 267 082 $   | Terre (ext.) | Katarzyna Piter Fanny Stollár        | Anna Danilina        | 6-3, 3-6, [10-3]  | Parcours |
| 4  | 24-02-2025 | Mérida Open Akron Mérida        | WTA 500   | 1 064 610 $ | Dur (ext.)   | Katarzyna Piter Mayar Sherif         | Anna Danilina        | 7-62, 7-5         | Parcours |
| 5  | 14-04-2025 | Open de Rouen Capfinances Rouen | WTA 250   | 275 094 $   | Terre (int.) | Aleksandra Krunić Sabrina Santamaria | Linda Nosková        | 6-0, 6-4          | Parcours |

### Titre en simple en WTA 125
| No | Date       | Nom et lieu du tournoi             | Catégorie | Dotation  | Surface      | Finaliste    | Score          |          |
| -- | ---------- | ---------------------------------- | --------- | --------- | ------------ | ------------ | -------------- | -------- |
| 1  | 30-04-2018 | International Kunming Open, Anning | WTA 125   | 125 000 $ | Terre (ext.) | Zheng Saisai | 3-6, 6-4, 7-65 | Parcours |

### Finale en simple en WTA 125
| No | Date       | Nom et lieu du tournoi | Catégorie | Dotation  | Surface    | Finaliste       | Score         |          |
| -- | ---------- | ---------------------- | --------- | --------- | ---------- | --------------- | ------------- | -------- |
| 1  | 29-10-2018 | Mumbai Open, Bombay    | WTA 125   | 125 000 $ | Dur (ext.) | Luksika Kumkhum | 1-6, 6-2, 6-3 | Parcours |

### Titres en double en WTA 125
| No | Date       | Nom et lieu du tournoi            | Catégorie | Dotation  | Surface      | Partenaire       | Finalistes                              | Score             |          |
| -- | ---------- | --------------------------------- | --------- | --------- | ------------ | ---------------- | --------------------------------------- | ----------------- | -------- |
| 1  | 30-04-2018 | International Kunming Open Anning | WTA 125   | 125 000 $ | Terre (ext.) | Dalila Jakupović | Guo Hanyu Sun Xuliu                     | 6-1, 6-1          | Parcours |
| 2  | 10-07-2023 | Nordea Open Båstad                | WTA 125   | 115 000 $ | Terre (ext.) | Panna Udvardy    | Eri Hozumi Jang Su-jeong                | 4-6, 6-3, [10-5]  | Parcours |
| 3  | 18-09-2023 | Parma Ladies Open Parme           | WTA 125   | 115 000 $ | Terre (ext.) | Dalila Jakupović | Anna Bondár Kimberley Zimmermann        | 6-2, 6-3          | Parcours |
| 4  | 13-05-2024 | Parma Ladies Open Parme           | WTA 125   | 115 000 $ | Terre (ext.) | Anna Danilina    | Elixane Lechemia Ingrid Gamarra Martins | 6-1, 6-2          | Parcours |
| 5  | 03-06-2024 | Open delle Puglie Bari            | WTA 125   | 115 000 $ | Terre (ext.) | Anna Danilina    | Angelica Moratelli Renata Zarazúa       | 6-1, 6-3          | Parcours |
| 6  | 12-05-2025 | Trophée Clarins Paris             | WTA 125   | 115 000 $ | Terre (ext.) | Fanny Stollár    | Tereza Mihalíková Olivia Nicholls       | 4-6, 7-65, [10-5] | Parcours |

### Finales en double en WTA 125
| No | Date       | Nom et lieu du tournoi                      | Catégorie | Dotation  | Surface      | Vainqueures                        | Partenaire         | Score            |          |
| -- | ---------- | ------------------------------------------- | --------- | --------- | ------------ | ---------------------------------- | ------------------ | ---------------- | -------- |
| 1  | 06-11-2017 | Hua Hin Championships Hua Hin               | WTA 125   | 125 000 $ | Dur (ext.)   | Duan Ying-Ying Wang Yafan          | Dalila Jakupović   | 6-3, 6-3         | Parcours |
| 2  | 20-11-2017 | Mumbai Open Bombay                          | WTA 125   | 125 000 $ | Dur (ext.)   | Victoria Rodríguez Bibiane Schoofs | Dalila Jakupović   | 7-5, 3-6, [10-7] | Parcours |
| 3  | 04-07-2022 | Nordea Open Båstad                          | WTA 125   | 115 000 $ | Terre (ext.) | Misaki Doi Rebecca Peterson        | Mihaela Buzărnescu | forfait          | Parcours |
| 4  | 12-06-2023 | BBVA Open Internacional de Valencia Valence | WTA 125   | 115 000 $ | Terre (ext.) | Aliona Bolsova Andrea Gámiz        | Angelina Gabueva   | 6-4, 4-6, [10-7] | Parcours |

## Parcours en Grand Chelem

### En simple dames
| Année | Open d'Australie | Open d'Australie  | Internationaux de France | Internationaux de France | Wimbledon       | Wimbledon       | US Open         | US Open           |
| ----- | ---------------- | ----------------- | ------------------------ | ------------------------ | --------------- | --------------- | --------------- | ----------------- |
| 2011  | Q1               | Olga Savchuk      | —                        | —                        | —               | —               | —               | —                 |
| 2012  | Q3               | Nina Bratchikova  | —                        | —                        | —               | —               | Q1              | Samantha Crawford |
| 2013  | Q1               | Tereza Mrdeža     | Q2                       | Dinah Pfizenmaier        | —               | —               | —               | —                 |
|       |                  |                   |                          |                          |                 |                 |                 |                   |
| 2016  | Q1               | Tereza Martincová | Q3                       | Louisa Chirico           | Q3              | Marina Erakovic | Q1              | Liu Fangzhou      |
| 2017  | 1er tour (1/64)  | Sorana Cîrstea    | 1er tour (1/64)          | Pauline Parmentier       | 1er tour (1/64) | Aryna Sabalenka | —               | —                 |
| 2018  | Q1               | Danielle Collins  | —                        | —                        | Q2              | Evgeniya Rodina | Q1              | Arantxa Rus       |
| 2019  | Q3               | Astra Sharma      | —                        | —                        | —               | —               | —               | —                 |
| 2020  | —                | —                 | —                        | —                        | Annulé          | Annulé          | 1er tour (1/64) | Shelby Rogers     |
|       |                  |                   |                          |                          |                 |                 |                 |                   |
| 2023  | Q1               | A.K. Schmiedlová  | —                        | —                        | —               | —               | —               | —                 |

N.B. : à droite du résultat se trouve le nom de l'ultime adversaire.

### En double dames
| Année | Open d'Australie                                                                            | Open d'Australie                                                                         | Internationaux de France                                                               | Internationaux de France                                                            | Wimbledon | Wimbledon                                                                       | US Open                                                                              | US Open |
| ----- | ------------------------------------------------------------------------------------------- | ---------------------------------------------------------------------------------------- | -------------------------------------------------------------------------------------- | ----------------------------------------------------------------------------------- | --------- | ------------------------------------------------------------------------------- | ------------------------------------------------------------------------------------ | ------- |
| 2017  | —                                                                                           | —                                                                                        | 2e tour (1/16) D. Kasatkina \|\| style="text-align:left;" \| Duan Y.-Y. Peng S.        | —                                                                                   | —         | —                                                                               | —                                                                                    |         |
| 2018  | 2e tour (1/16) D. Jakupović \|\| style="text-align:left;" \| E. Makarova E. Vesnina         | 3e tour (1/8) D. Jakupović \|\| style="text-align:left;" \| L. Arruabarrena K. Srebotnik | 1er tour (1/32) D. Jakupović \|\| style="text-align:left;" \| V. King K. Srebotnik     | 1/4 de finale D. Jakupović \|\| style="text-align:left;" \| A. Barty C. Vandeweghe  |           |                                                                                 |                                                                                      |         |
| 2019  | 1er tour (1/32) D. Jakupović \|\| style="text-align:left;" \| Z. Diyas Y. Putintseva        | —                                                                                        | —                                                                                      | —                                                                                   | —         | —                                                                               | —                                                                                    |         |
| 2020  | —                                                                                           | —                                                                                        | —                                                                                      | —                                                                                   | Annulé    | Annulé                                                                          | 1er tour (1/16) N. Dzalamidze \|\| style="text-align:left;" \| G. Dabrowski A. Riske |         |
| 2021  | —                                                                                           | —                                                                                        | 1er tour (1/32) D. Kovinić \|\| style="text-align:left;" \| Chan H.-c. Chan Y.-j.      | —                                                                                   | —         | —                                                                               | —                                                                                    |         |
|       |                                                                                             |                                                                                          |                                                                                        |                                                                                     |           |                                                                                 |                                                                                      |         |
| 2023  | —                                                                                           | —                                                                                        | 2e tour (1/16) L. Nosková \|\| style="text-align:left;" \| M. Kato A. Sutjiadi         | —                                                                                   | —         | 2e tour (1/16) D. Saville \|\| style="text-align:left;" \| M. Kostyuk E.G. Ruse |                                                                                      |         |
| 2024  | 1er tour (1/32) M. Kolodziejová \|\| style="text-align:left;" \| D. Krawczyk E. Shibahara   | 1er tour (1/32) T. Babos \|\| style="text-align:left;" \| S. Errani J. Paolini           | 2e tour (1/16) K. Rakhimova \|\| style="text-align:left;" \| G. Dabrowski E. Routliffe | 1/4 de finale A. Danilina \|\| style="text-align:left;" \| L. Kichenok J. Ostapenko |           |                                                                                 |                                                                                      |         |
| 2025  | 1er tour (1/32) A. Danilina \|\| style="text-align:left;" \| K. Rakhimova S. Sorribes Tormo | 1er tour (1/32) F. Stollár \|\| style="text-align:left;" \| Wang Xin. Zheng S.           | 1/8 de finale F. Stollár \|\| style="text-align:left;" \| G. Dabrowski E. Routliffe    |                                                                                     |           |                                                                                 |                                                                                      |         |

N.B. : le nom de la partenaire se trouve sous le résultat ; le nom des ultimes adversaires se trouve à droite.

### En double mixte
| 2025 | 1/4 de finale J. Withrow \|\| style="text-align:left;" \| O. Nicholls H. Patten | 1er tour (1/16) A. Göransson \|\| style="text-align:left;" \| L. Stefani M. Gonzalez | 1/4 de finale J. Withrow \|\| style="text-align:left;" \| T. Babos M. Pavić | — | — |

N.B. : le nom du partenaire se trouve sous le résultat ; le nom des ultimes adversaires se trouve à droite.

## Parcours en Fed Cup
| #                                                             | Date       | Lieu     | Surface      | Gagnante(s)                    | Perdante(s)                           | Score            |          |
| ------------------------------------------------------------- | ---------- | -------- | ------------ | ------------------------------ | ------------------------------------- | ---------------- | -------- |
|                                                               |            |          |              |                                |                                       |                  |          |
| 2013 - Finale (groupe mondial) - Italie - Russie - 4 : 0      |            |          |              |                                |                                       |                  |          |
| 1                                                             | 02/11/2013 | Cagliari | Terre (ext.) | Sara Errani                    | Irina Khromacheva                     | 6-1, 6-4         | Parcours |
| 1                                                             | 02/11/2013 | Cagliari | Terre (ext.) | Roberta Vinci                  | Irina Khromacheva                     | Non joué         | Parcours |
| 1                                                             | 02/11/2013 | Cagliari | Terre (ext.) | Karin Knapp Flavia Pennetta    | Margarita Gasparyan Irina Khromacheva | 4-6, 6-2, [10-4] | Parcours |
|                                                               |            |          |              |                                |                                       |                  |          |
| 2014 - 1er tour (groupe mondial) - Australie - Russie - 4 : 0 |            |          |              |                                |                                       |                  |          |
| 2                                                             | 08/02/2014 | Hobart   | Dur (ext.)   | Casey Dellacqua                | Irina Khromacheva                     | 6-0, 6-2         | Parcours |
| 2                                                             | 08/02/2014 | Hobart   | Dur (ext.)   | Ashleigh Barty Casey Dellacqua | Irina Khromacheva Valeria Solovieva   | 6-1, 6-3         | Parcours |

## Classements WTA en fin de saison
| Année          | 2011 | 2012 | 2013 | 2014 | 2015 | 2016 | 2017 | 2018 | 2019 | 2020 | 2021 | 2022 | 2023 | 2024 |
| Rang en simple | 402  | 176  | 249  | 234  | 240  | 95   | 161  | 131  | 461  | 634  | 346  | 238  | 391  | 1094 |
| Rang en double | 756  | 181  | 235  | 179  | 137  | 146  | 84   | 46   | 126  | 181  | 197  | 137  | 65   | 18   |

Source : (en) Classements de Irina Khromacheva sur le site officiel de la Fédération internationale de tennis